# کورکور نوک‌چنگکی
کورکور نوک‌چنگکی یا کورکور نوک‌قلابدار (نام علمی: Chondrohierax uncinatus)، پرنده‌ای شکاری از تیرهٔ بازان (Accipitridae) است که شامل بسیاری از شکارچیان روزانه مانند کورکورها، عقاب‌ها و سنقرها نیز می‌شود. در قاره آمریکا از جمله دره ریو گراند تگزاس در ایالات متحده، مکزیک، کارائیب، آمریکای مرکزی و مناطق گرمسیری آمریکای جنوبی یافت می‌شود.